# یاروسلاو چرنی
یاروسلاو چرنی (چکی: Jaroslav Černý؛ زادهٔ ۲۶ ژوئن ۱۹۷۹) بازیکن فوتبال اهل جمهوری چک بود.
از باشگاه‌هایی که در آن بازی کرده‌است می‌توان به باشگاه فوتبال آنکاراگوچو، باشگاه فوتبال اسلاویا پراگ، باشگاه فوتبال زبرویوفکا برنو، و باشگاه فوتبال سیگما اولوموتس اشاره کرد.
وی همچنین در تیم ملی فوتبال جمهوری چک بازی کرده‌است.